# Tradicionális japán táncok

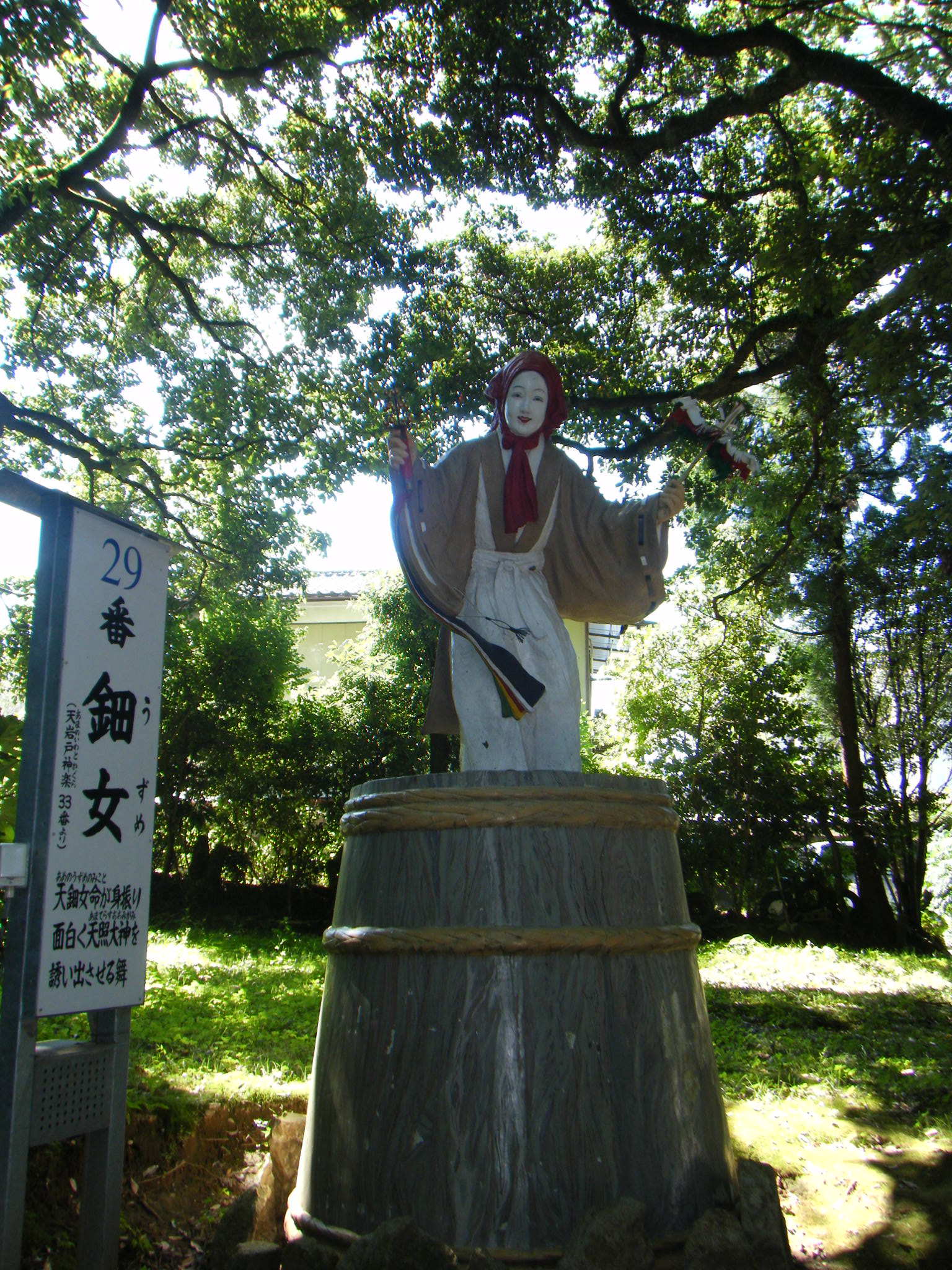
The statue of Ame-no-Uzume at Amanoiwato-jinja

A Kodzsikiben szerepel a tánc motívuma, mely szerint, mikor Amateraszu istennő megharagudott és bezárkózott egy barlangba a Föld sötét és fagyos lett. A többi isten ki akarta békíteni Amateraszut, Uzume a tánc és a vidámság istennője táncolni kezdett a többi isten pedig nevetett és egy varázstükröt helyeztek a barlang elé, így saját szépségétől megbabonázva ki tudták csalogatni őt. A kagura tánc Ame no Uzume táncának a szimbolikus újra játszása. Az első külföldről átvett táncok között szerepelt gigaku és a bugaku. Még fontos meg említenünk a No mai-t, obori-t és a furi-t.

## Kagura

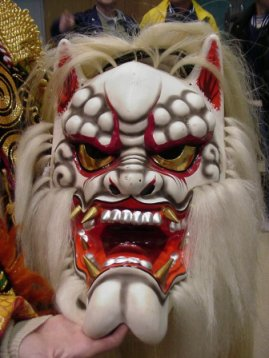
Mask from contemporary kagura performance

A kagurának nagy szerepe van a sintó vallásban, így nevezünk minden olyan táncot, amiben a kamiknak bármilyen szerepe van. Ebből kifolyólag az elnevezését is több forrásból származtatják. A kami'gakari(神懸, かみがかり) ami Isteni megszállottságot jelent, vagy például a kamieragi, ay istenek szórakoztatását jelöli. A révületbe esés a szórakozás és a nevetés is mind a kagura részét képezi. Az elmúlt évszázadok alatt a kagura tovább fejlődött és sok más rítus alapjául szolgált.
Ahogy feljebb már említettem a kagura megjelenik a Kodzsikiben és a Nihonsokiban is. Ame no Uzume istennő táncol azért, hogy Amateraszu előjöjjön rejtekéből. Virág korát a Heian-korban (794-1185) élte, majd hanyatlása után a 19. században, a Meidzsi restauráció idején újra divatba jött, bár formai változásokon esett át.
Két ágra bontható:

### Mikagura
A mikagura (御神楽) a császári udvarban előadott táncok, melyet udvari zenekar kísért és kizárólag a császárnak és családjának adták elő. A táncosokat pedig Uzume leszármazottainak tekintették.

### Szatokagura
A szatokagura (里神楽) a vidéki fajtája a kagurának.

## Gigaku

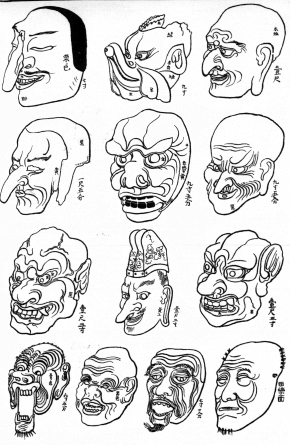
Gigaku masks from Horyuji temple

A Gigaku-t (伎楽?), általánosan úgy ismerik, mint kure-gaku (呉楽?), a Aszuka-korban került Japánba Koreából. Elsőként Szuiko császárnő uralkodásának 20. évében egy Japánba települt Mimadzsi nevű koreai adta elő a táncot. Az előadáshoz a maszkot viselő táncoson kívül még szervesen hozzátartozik a három tagból álló zenekar. A hangszerek a következők: furulya, a dob az úgy nevezett kuretsuzumi (呉鼓 "Wu(kínai) dob") és a shóban (鉦盤) ez egy bizonyos fajta cintányér.
Gigaku mire eljutott Japánba már több változáson is át esett. Indiában a Buddha szobrok előtt táncolt egyszerű táncoktól származik, majd Kínán és Koreán keresztül jutott végül Japánba. Sótoku herceg pártfogolta a Gigakut, így iskola is alapult Narában. A 9. század elejéig virágzott ez a tánc stílus

### Maszkok
A gigaku maszkok lettek a későbbi bunraku – bábfejek és a kabuki smink ősei. Többféle maszk is létezik.
Pár közülük:
Kongó (金剛?) "Vajra-yakṣa)" kidülledő szemek és nyitott száj jellemzi, a buddhista kapuk egyik oldalán álló szobor fejének mintázata, szája nyitva van az A-hangot szimbolizálja ami a kezdet a szanszkrit ábécében.
Rikishi (力士?) A Kongó szobor párja, csak szája csukva van az Un- hangot szimbolizálva, a szanszkrit ábécé utolsó hangja.
Chidó (治道?)
Shishi (師子?)
Shishiko (師子児?)
Gokó (呉公?)
Taikofu (太弧父?)
Taikoji (太弧児?)
Suikoō (酔胡王?) "ittas perzsa király"
Suikojū (酔胡従?) "ittas perzsa virágok"

## Fordítás
Ez a szócikk részben vagy egészben  a   Kagura című angol Wikipédia-szócikk ezen változatának fordításán alapul.  Az eredeti cikk szerkesztőit annak laptörténete sorolja fel. Ez a jelzés csupán a megfogalmazás eredetét és a szerzői jogokat jelzi, nem szolgál a cikkben szereplő információk forrásmegjelöléseként.
Ez a szócikk részben vagy egészben  a   Gigaku című angol Wikipédia-szócikk ezen változatának fordításán alapul.  Az eredeti cikk szerkesztőit annak laptörténete sorolja fel. Ez a jelzés csupán a megfogalmazás eredetét és a szerzői jogokat jelzi, nem szolgál a cikkben szereplő információk forrásmegjelöléseként.